# Ba'athistisch Syrië
Ba'athistisch Syrië, officieel de Syrische Arabische Republiek (SAR), was de regering van Syrië tussen 1963 en 2024 onder het eenpartijbestuur van de Syrische regionale tak van de Arabische Socialistische Ba'ath-partij. Van 1971 tot aan de val van de regering werd Syrie door de familie Assad. Daarom wordt het ook vaak het Assad-regime genoemd.
Het regime kwam in 1963 aan de macht na een staatsgreep onder leiding van Alawietische Ba'ath-militairen. Na een nieuwe staatsgreep in 1966 werd Salah Jadid feitelijk de leider van het land, terwijl Nureddin al-Atassi het presidentschap overnam. In 1970 werden Jadid en al-Atassi omvergeworpen door Hafez al-Assad tijdens de Correctieve Beweging. Het jaar daarop werd Assad president nadat hij schijnverkiezingen had gewonnen. 
Nadat Assad de macht had overgenomen, reorganiseerde hij de staat langs sektarische lijnen (Soennieten en andere groeperingen werden stromannen van politieke instellingen, terwijl Alawieten de controle over het leger, de inlichtingendienst, de bureaucratie en de veiligheidsdiensten overnamen). Het Ba'ath-regime in Syrië bezette ook een groot deel van buurland Libanon tijdens de Libanese Burgeroorlog, terwijl een islamistische opstand tegen het bewind van Assad resulteerde in de massamoorden in Hama in 1981 en 1982. Het regime werd beschouwd als een van de meest repressieve regimes in de moderne tijd, dat uiteindelijk totalitaire niveaus bereikte , en werd consequent gerangschikt als een van de 'ergste van de ergste' binnen de indexen vam Freedom House.
Hafez al-Assad stierf in 2000 en werd opgevolgd door zijn zoon Bashar al-Assad, die een soortgelijke machtspositie innam. De moord op de Libanese premier Rafik Hariri in 2005 leidde tot de Cederrevolutie, die er uiteindelijk toe leidde dat het Syrische regime zich uit Libanon terugtrok. Grote protesten tegen de Ba'ath-heerschappij in 2011 tijdens de Arabische Lente leidden tot de Syrische Burgeroorlog tussen oppositietroepen, de regering en in de daaropvolgende jaren islamisten zoals ISIS, waardoor de territoriale controle van het Assad-regime werd verzwakt. De Ba'ath-regering wist echter grote gebieden in handen te houden en wist in de daaropvolgende jaren met steun van Rusland, Iran en Hezbollah verder terrein te heroveren. In december 2024 leidde een reeks verrassingsaanvallen van verschillende rebellenfacties tot de val van het regime.
Na de val van Ba'athistisch Irak was Syrië het enige land dat door neo-Ba'athisten werd geregeerd. Er heerste een uitgebreide persoonsverheerlijking rond de familie Assad en de zware binnenlandse repressie en oorlogsmisdaden leidden tot brede veroordeling. Vóór de val van Assad stond Syrië op de vierde plaats in de Fragile States Index van 2024 en was het een van de gevaarlijkste plekken ter wereld voor journalisten. De persvrijheid was uiterst beperkt en het land stond op de tweede plaats in de World Press Freedom Index van 2024. Het was het meest corrupte land in de MENA-regio en stond wereldwijd op de tweede plaats op de Corruptieperceptie-index van 2023. Syrië was bovendien het epicentrum geworden van een door Assad gesponsorde Captagon-industrie en exporteerde jaarlijks voor miljarden dollars aan illegale drugs. Daarmee was het een van de grootste narcostaten ter wereld.